# محوطه گوورقلعه‌سی
محوطه گوور قلعه سی مربوط به دوره سلجوقیان است و در شهرستان کمیجان، بخش مرکزی، دهستان اسفندان، روستای زنجیران واقع شده و این اثر در تاریخ ۲۵ آبان ۱۳۸۷ با شمارهٔ ثبت ۲۳۸۰۹ به‌عنوان یکی از آثار ملی ایران به ثبت رسیده است.